# Andrena pusilla
Andrena pusilla är en biart som beskrevs av Pérez 1903. Andrena pusilla ingår i släktet sandbin, och familjen grävbin. Inga underarter finns listade i Catalogue of Life.